# Alegría (dulce)

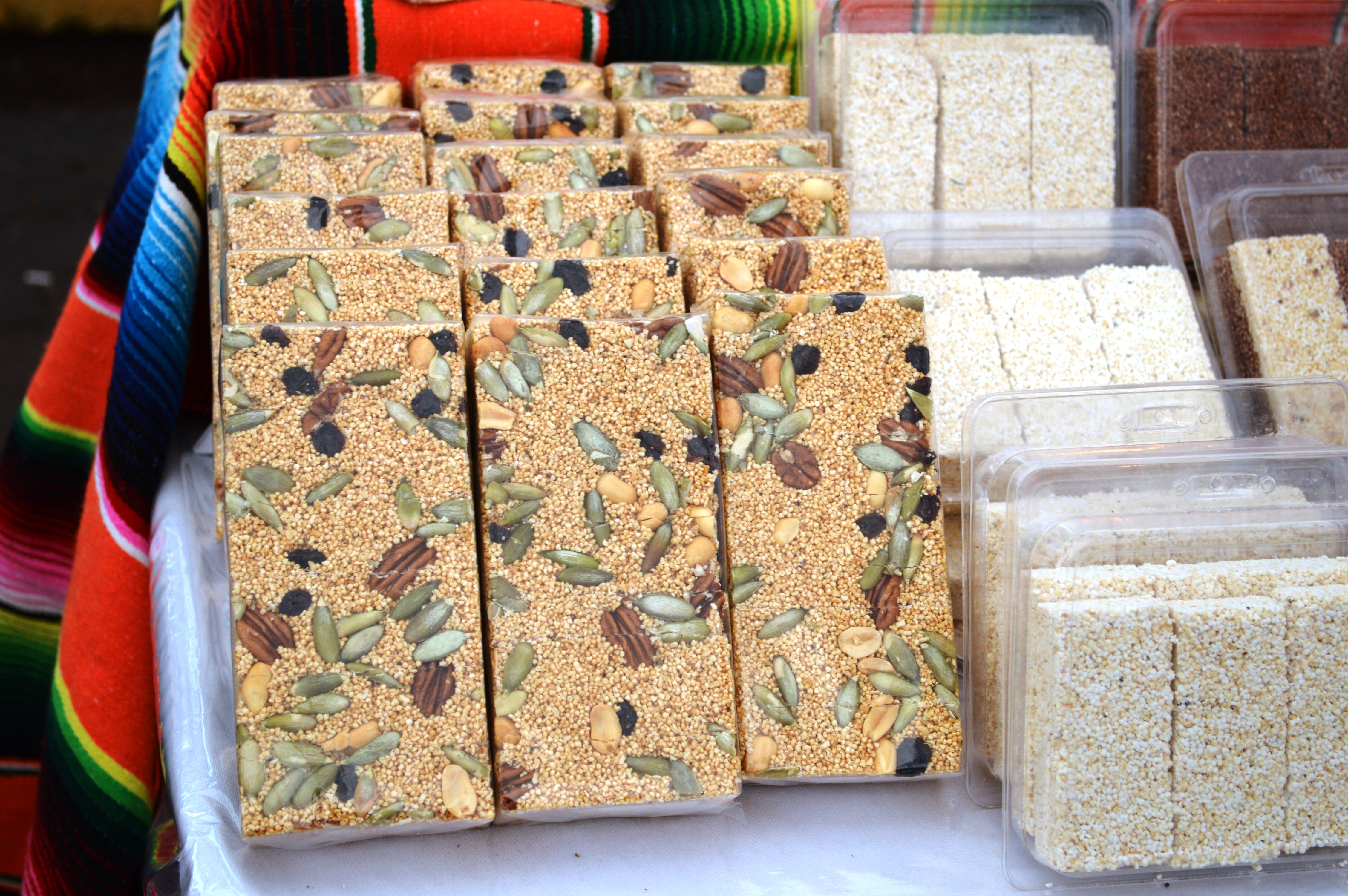
Alegrías.

Alegría es un dulce mexicano fabricado con semillas de amaranto y miel o azúcar que se elabora principalmente en el poblado de Santiago Tulyehualco en la alcaldía Xochimilco de la Ciudad de México y desde el siglo XVI se le conoce con ese nombre. La alegría de Tulyehualco fue declarada Patrimonio Cultural Intangible de la Ciudad de México en septiembre de 2016.
El amaranto es originario de México y desde tiempos prehispánicos, además de formar parte de la dieta de los indígenas, se utilizó como moneda de cambio y con fines ceremoniales, para lo que realizaban figuras de amaranto y miel para ofrecerlas a los dioses. Para evitar estas prácticas religiosas, Hernán Cortés prohibió su cultivo y la planta fue cayendo en desuso, ya que incluso se amenazó con dar muerte a quien siguiera cultivándola.
Las alegrías se han convertido en la forma más popular de consumir el amaranto, estos dulces se preparan tostando e inflando las semillas de la planta que posteriormente se mezclan con miel o azúcar, la mezcla se moldea en diferentes formas y se empaca para su venta.